# Jasna Góra (Golcowa)
Jasna Góra – część wsi Golcowa w województwie podkarpackim, w powiecie brzozowskim, w gminie Domaradz.
W latach 1975–1998 Jasna Góra należała administracyjnie do województwa tarnowskiego